# Vasconische talen
De Vasconische of Vascoonse talen zijn een hypothetische taalfamilie waartoe onder andere het Baskisch zou behoren. 
Door de meeste taalkundigen wordt deze taalfamilie niet erkend, omdat het Baskisch officieel een isolaat is, en dus geen enkele verwante taal heeft. Sommigen zoals Larry Trask, Koldo Zuazo en Koldo Mitxelena beschouwen de Baskische dialecten zelf als verschillende talen. Anderen zien het Aquitaans als een aparte taal (onder meer door  Trask werd dit echter als simpelweg een oudere vorm van het Baskisch beschouwd), en brengen deze dan samen in de Vascoonse taalfamilie. Er is tevens een vooroudertaal gereconstrueerd, het Proto-Baskisch.